# Eopenthes politus
Eopenthes politus är en skalbaggsart som beskrevs av Sharp 1908. Eopenthes politus ingår i släktet Eopenthes och familjen knäppare. Inga underarter finns listade i Catalogue of Life.